# 立川市立第二小学校
立川市立第二小学校（たちかわしりつだいにしょうがっこう）とは、東京都立川市曙町3丁目にある公立小学校である。

## 沿革
- 1929年9月2日 - 立川第一尋常小学校として開校[2]
- 1941年4月1日 - 立川第一国民学校と改称[2]
- 1944年4月1日 - 東京都立川市曙国民学校と校名変更[2]
- 1950年4月1日 - 立川市立第二小学校と校名変更[2]
- 1964年4月10日 - 鉄筋校舎完成、ロータリー花壇寄贈される[2]
- 1980年2月2日 - 創立５０周年記念式典挙行　、記念碑寄贈される[2]
- 1984年3月1日 - 愛鳥モデル校の指定を受ける[2]
- 2017年4月1日 - 立川市教育委員会学力向上推進モデル校 となる[2]
- 2019年11月2日 - 創立九十周年記念式典挙行

## 交通
- 電車
  - 最寄駅 : ＪＲ立川駅北口下車、立川競輪場方面へ徒歩１２分
- 車
  - 最寄IC :国立府中IC